# Giải đua ô tô Công thức 1 Qatar 2023
Giải đua ô tô Công thức 1 Qatar 2023 (tên chính thức là Formula 1 Qatar Airways Qatar Grand Prix 2023) là một chặng đua Công thức 1 được tổ chức vào ngày 8 tháng 10 năm 2023 tại trường đua Losail International ở Lusail, Qatar và là chặng đua thứ 17 của giải đua xe Công thức 1 2023.

## Bối cảnh
Tại giải đua ô tô Công thức 1 Qatar, cuộc đua sprint thứ tư của mùa giải được tổ chức với tư cách là một phần của chặng đua này. Sprint shootout và cuộc đua sprint diễn ra vào thứ Bảy. Vòng phân hạng cho cuộc đua chính diễn ra vào thứ Sáu và cuộc đua chính vào ngày Chủ nhật.
Cũng như tại chặng đua trước đó ở Singapore, Williams sẽ tham gia với màu sơn xe đặc biệt.

### Bảng xếp hạng trước cuộc đua
Sau giải đua ô tô Công thức 1 Nhật Bản, Max Verstappen dẫn đầu bảng xếp hạng các tay đua trước Sergio Pérez (223 điểm) và Lewis Hamilton (190 điểm) với 400 điểm. Tại bảng xếp hạng các đội đua, Red Bull Racing dẫn đầu Mercedes (305 điểm) và Ferrari (285 điểm) với 623 điểm.
Verstappen, người hiện tại đứng đầu bảng xếp hạng các tay đua, có cơ hội giành được danh hiệu thứ ba và thứ ba liên tiếp trong sự nghiệp của mình bằng cách về đích ở vị trí thứ sáu trong cuộc đua sprint với việc Pérez giành chiến thắng cuộc đua này. Nếu Verstappen không ghi điểm ở cuộc đua sprint và Pérez thắng, Verstappen chỉ cần về đích thứ tám ở cuộc đua chính bất kể vị trí về đích của Pérez để giành chức vô địch.

### Lựa chọn bộ lốp
Nhà cung cấp lốp xe Pirelli cung cấp các bộ lốp hạng C1, C2 và C3 (được chỉ định lần lượt là cứng, trung bình và mềm) để các đội sử dụng tại sự kiện này.

### Thay đổi tay đua
Liam Lawson tiếp tục thay thế tay đua AlphaTauri Daniel Ricciardo tại cuộc đua này cho đến khi Ricciardo bình phục sau khi xương bàn tay trái của Ricciardo bị gãy trong buổi tập thứ hai của giải đua ô tô Công thức 1 Hà Lan.

### Thay đổi hình dạng đường đua
Điểm kích hoạt DRS đã được di chuyển xa hơn về phía sau và được đặt ở vị trí 40 mét (130 ft) sau khúc cua thứ 15.

## Tường thuật

### Buổi tập
Trong buổi tập đầu tiên và duy nhất, Max Verstappen lập thời gian nhanh nhất với 1:27,428 phút trước Carlos Sainz Jr. và Charles Leclerc.

### Vòng phân hạng
Vòng phân hạng bao gồm ba phần với thời gian tổng cộng là 45 phút. Trong phần đầu tiên (Q1), các tay đua có 18 phút để tiếp tục tham gia phần thứ hai vòng phân hạng. Tất cả các tay đua đạt được thời gian trong phần đầu tiên với thời gian tối đa 107% thời gian nhanh nhất được phép tham gia cuộc đua. 15 tay đua nhanh nhất lọt vào phần tiếp theo. Verstappen là tay đua nhanh nhất Q1 và sau khi Q1 kết thúc, Logan Sargeant, Lance Stroll, Liam Lawson, Kevin Magnussen và Chu Quán Vũ bị loại.
Phần thứ hai (Q2) kéo dài 15 phút và mười tay đua nhanh nhất của phần này đi tiếp vào phần thứ ba của vòng phân hạng (Q3). Lewis Hamilton là tay đua nhanh nhất Q2 và sau khi Q2 kết thúc, Yuki Tsunoda, Sainz Jr., Sergio Pérez, Alexander Albon và Nico Hülkenberg bị loại.
Phần thứ ba (Q3) kéo dài 12 phút, trong đó mười vị trí xuất phát đầu tiên được xác định sẵn. Verstappen giành vị trí pole với thời gian là 1:28,877 phút trước George Russell và Hamilton sau khi thời gian của Lando Norris và Oscar Piastri đều bị xóa vì cả hai đều vi phạm giới hạn đường đua.

### Sprint shootout
Sprint shootout ban đầu dự kiến được tổ chức lúc 16:00 giờ địa phương (UTC+3) vào ngày 7 tháng 10 năm 2023 trước khi được trì hoãn cho đến lúc 16:20 giờ địa phương (UTC+3) do có thêm buổi tập làm quen với đường đua.
Sau đó, sprint shootout được tổ chức, bao gồm ba phần với thời gian tổng cộng là 30 phút. Trong phần đầu tiên (SQ1), các tay đua có 12 phút để tiếp tục tham gia phần thứ hai vòng phân hạng. Tất cả các tay đua đạt được thời gian trong phần đầu tiên với thời gian tối đa 107% thời gian nhanh nhất được phép tham gia cuộc đua. 15 tay đua nhanh nhất lọt vào phần tiếp theo. Russell là tay đua nhanh nhất SQ1 và sau khi SQ1 kết thúc, Stroll, Albon, Tsunoda, Magnussen và Sargeant bị loại.
Phần thứ hai (SQ2) kéo dài 10 phút và mười tay đua nhanh nhất của phần này đi tiếp vào phần thứ ba của vòng phân hạng (SQ3). Norris là tay đua nhanh nhất SQ2 và sau khi SQ2 kết thúc, Gasly, Hamilton, cả hai tay đua Alfa Romeo và Lawson bị loại.
Phần thứ ba (SQ3) kéo dài 8 phút, trong đó mười vị trí xuất phát đầu tiên được xác định sẵn. Piastri giành vị trí pole với thời gian là 1:24,454 phút trước Norris và Verstappen.

### Cuộc đua sprint
Sau khi cuộc đua sprint bắt đầu, Piastri đã có thể giữ vững vị trí dẫn đầu của mình trước Russell và Sainz Jr. Ngay tại những vòng đua đầu tiên, xe an toàn được triển khai hai lần do Lawson và Sargeant đều bị mất lái và xe của họ mắc phải sỏi. Tại vòng đua thứ 11, cả Esteban Ocon, Pérez và Hülkenberg đều phải bỏ cuộc sau khi Ocon va chạm và lao vào thân xe của Pérez và làm hỏng cánh trước và hệ thống treo của Hülkenberg. Vụ va chạm do Ocon gây ra được những ban quản lý coi là một sự cố đua xe và vụ va chạm đó không được điều tra thêm.
Piastri đã giành chiến thắng cuộc đua sprint đầu tiên của anh trước Verstappen và đồng đội Norris. Vị trí thứ hai và bảy điểm tương đương của Verstappen đủ điều kiện trở thành nhà vô địch thế giới. Anh là tay đua đầu tiên kể từ Nelson Piquet vào năm 1983 lên ngôi vô địch thế giới vào ngày thứ Bảy. Ngoài ra, Verstappen cũng là tay đua đầu tiên lên ngôi vô địch thế giới sau một chặng đua sprint. Anh cũng trở thành tay đua thứ năm vô địch ba lần liên tiếp sau Juan Manuel Fangio, Michael Schumacher, Sebastian Vettel và Hamilton. Các tay đua còn lại ghi điểm trong cuộc đua này là Russell, Hamilton, Sainz Jr., Albon và Fernando Alonso.
Sau khi cuộc đua kết thúc, Leclerc và Stroll bị tụt xuống một số vị trí sau khi họ nhận các án phạt 5 giây vì vi phạm track limits.

### Cuộc đua chính
Trước cuộc đua, người ta phát hiện ra rò rỉ nhiên liệu trong xe của Sainz Jr. khiến anh không thể bắt đầu cuộc đua.
Sau khi cuộc đua bắt đầu, Verstappen đã có thể giữ vững vị trí dẫn đầu của mình trước Russell. Ngay sau đó, cả hai tay đua Mercedes đã va chạm nhau tại khúc cua số 1 và Hamilton phải bỏ cuộc ngay lập tức. Russell sau đó phải vào làn pit để sửa chữa và bị tụt xuống các vị trí cuối cùng. Để cất chiếc Mercedes của Hamilton một cách an toàn, ban quản lý đã bắt đầu giai đoạn xe an toàn. Valtteri Bottas, Magnussen, Stroll và Lawson cũng đã hoàn thành lần đổi lốp đầu tiên của họ.
Sau khi giai đoạn xe an toàn kết thúc, Verstappen đã dẫn trước Piastri, người được hưởng lợi từ sự hỗn loạn trước mặt ở vòng đầu tiên và tiến từ vị trí thứ 6 lên vị trí thứ 2. Ở cuối sân, Russell đã vượt qua Pérez để giành vị trí thứ 13 trong khi Hülkenberg, người đứng thứ 8, nhận một án phạt 10 giây vì chiếm lấy vị trí xuất phát trống của Sainz Jr.
Sau giai đoạn pit stop đầu tiên, Verstappen tiếp tục dẫn trước Piastri và Alonso. Phía sau họ là Bottas và Stroll; cả hai đều đã ở trong làn pit trong giai đoạn xe an toàn trong giai đoạn đầu của cuộc đua. Trong khi Verstappen dẫn trước Piastri khoảng 8 giây ở phía trước, Russell tiếp tục leo lên để tiến gần vị trí dẫn đầu sau khi anh vượt qua Ocon để giành vị trí thứ bảy.
Ở vòng đua thứ 25, Piastri từ nhóm dẫn đầu đã mở màn làn đổi lốp thứ hai. Sau đó, Leclerc và Ocon cũng vào làn pit để đổi lốp trong vòng đua tiếp theo. Alonso đổi lốp ở vòng 26 và Norris ở vòng 27. Norris sau đó đã vượt qua Alonso để giành vị trí thứ ba, một phần nhờ kỷ lục thời gian đổi lốp nhanh nhất trong lịch sử Công thức 1 với thời gian 1,8 giây. Trong thời gian này, Pérez là tay đua đầu tiên phải nhận án phạt 5 giây vì vượt quá giới hạn đường đua, Anh đã thực hiện án phạt này ở lần đổi lốp thứ hai ở vòng đua thứ 31. Ở vòng đua thứ 34, Alonso mất lái ở khúc cua số 6 và phải lái qua bẫy sỏi. Leclerc đã tận dụng điều này để vượt Alonso. Do Alonso lái xe trở lại đường đua một cách không an toàn, nên ban quản lý cuộc đua đã điều tra vụ việc đó. Alonso bị khiển trách sau cuộc đua. Verstappen đổi lốp lần thứ hai ở vòng đua thứ 35 và giữ được vị trí dẫn đầu trước Piastri. Trong cùng một vòng đua, Sargeant phàn nàn rằng anh ấy cảm thấy ốm và đội đề nghị anh dừng cuộc đua. Tuy nhiên, anh vẫn tiếp tục lái xe và quyết định bỏ cuộc ở vòng đua thứ 42.
Ở vòng đua thứ 38, Pérez nhận án phạt 5 giây thứ hai vì vi phạm giới hạn đường đua. Ở vòng 43, Stroll cũng phải nhận hình phạt 5 giây cho hành vi tương tự. Án phạt 5 giây cũng được áp đặt cho Gasly tại vòng đua thứ 44 vì hành vi tương tự.
Piastri mở màn làn đổi lốp thứ ba và cuối cùng ở vòng 44. Norris đổi lốp sau đồng đội của mình và trở lại đường đua ngay sau Piastri. Hai chiếc xe McLaren tranh giành vị trí thứ hai khi Russell phải đổi lốp trước họ cho đến khi Norris nhận được chỉ thị từ đội, yêu cầu giữ nguyên vị trí thứ ba của mình.
Ở vòng 46, Gasly nhận án phạt 5 giây thứ hai, và ở vòng 48, Albon nhận án phạt 5 giây đầu tiên. Tuy nhiên, Albon lại vi phạm giới hạn đường đua ở vòng đua thứ 50 và cũng phải nhận án phạt 5 giây thứ hai. Russell đổi lốp lần thứ tư ở vòng đua thứ 51 và quay trở lại đường đua sau hai chiếc xe McLaren. Verstappen đổi lốp lần cuối cùng ở vòng đua thứ 52. Ở vòng đua thứ 53, Stroll cũng phải nhận án phạt đền 5 giây thứ hai của anh. Ở vòng đua cuối cùng, Gasly và Pérez lại vi phạm giới hạn đường đua và mỗi tay đua phải nhận án phạt đền 5 giây thứ ba và những án phạt này được cộng vào tổng thời gian của họ.
Verstappen giành chiến thắng cuộc đua chính trước Piastri và Norris. Đây là chiến thắng thứ 14 của Verstappen trong mùa giải này. McLaren đã leo lên bục vinh quang lần thứ 500 trong lịch sử đội. Các tay đua còn lại ghi điểm trong cuộc đua này là Russell, Leclerc, Alonso, Ocon, Bottas, Chu Quán Vũ và Pérez.

## Kết quả

### Vòng phân hạng
| Vị trí                   | Số xe | Tay đua          | Đội đua                      | Q1       | Q2       | Q3                  | Vị trí xuất phát |
| ------------------------ | ----- | ---------------- | ---------------------------- | -------- | -------- | ------------------- | ---------------- |
| 1                        | 1     | Max Verstappen   | Red Bull Racing-Honda RBPT   | 1:25,007 | 1:24,483 | 1:23,778            | 1                |
| 2                        | 63    | George Russell   | Mercedes                     | 1:25,334 | 1:24,827 | 1:24,219            | 2                |
| 3                        | 44    | Lewis Hamilton   | Mercedes                     | 1:26,076 | 1:24,381 | 1:24,305            | 3                |
| 4                        | 14    | Fernando Alonso  | Aston Martin Aramco-Mercedes | 1:25,223 | 1:25,241 | 1:24,369            | 4                |
| 5                        | 16    | Charles Leclerc  | Ferrari                      | 1:25,452 | 1:25,079 | 1:24,424            | 5                |
| 6                        | 81    | Oscar Piastri    | McLaren-Mercedes             | 1:25,266 | 1:24,724 | 1:24,540            | 6                |
| 7                        | 10    | Pierre Gasly     | Alpine-Renault               | 1:25,566 | 1:24,918 | 1:24,553            | 7                |
| 8                        | 31    | Esteban Ocon     | Alpine-Renault               | 1:25,711 | 1:24,928 | 1:24,763            | 8                |
| 9                        | 77    | Valtteri Bottas  | Alfa Romeo-Ferrari           | 1:26,038 | 1:25,297 | 1:25,058            | 9                |
| 10                       | 4     | Lando Norris     | McLaren-Mercedes             | 1:25,131 | 1:24,685 | Không lập thời gian | 10               |
| 11                       | 22    | Yuki Tsunoda     | AlphaTauri-Honda RBPT        | 1:26,058 | 1:25,301 | –                   | 11               |
| 12                       | 55    | Carlos Sainz Jr. | Ferrari                      | 1:25,808 | 1:25,328 | –                   | 12               |
| 13                       | 11    | Sergio Pérez     | Red Bull Racing-Honda RBPT   | 1:25,991 | 1:25,462 | –                   | Làn pit1         |
| 14                       | 23    | Alexander Albon  | Williams-Mercedes            | 1:26,118 | 1:25,707 | –                   | 13               |
| 15                       | 27    | Nico Hülkenberg  | Haas-Ferrari                 | 1:25,904 | 1:25,783 | –                   | 14               |
| 16                       | 2     | Logan Sargeant   | Williams-Mercedes            | 1:26,210 | –        | –                   | 15               |
| 17                       | 18    | Lance Stroll     | Aston Martin Aramco-Mercedes | 1:26,345 | –        | –                   | 16               |
| 18                       | 40    | Liam Lawson      | Alfa Romeo-Ferrari           | 1:26,635 | –        | –                   | 17               |
| 19                       | 20    | Kevin Magnussen  | Haas-Ferrari                 | 1:27,046 | –        | –                   | 18               |
| 20                       | 24    | Chu Quán Vũ      | Alfa Romeo-Ferrari           | 1:27,432 | –        | –                   | 19               |
| Thời gian 107%: 1:30,957 |       |                  |                              |          |          |                     |                  |

Chú thích:
- ^1  – Sergio Pérez kết thúc vòng phân hạng ở vị trí thứ 13 nhưng anh được yêu cầu xuất phát cuộc đua từ vị trí xuất phát cuối cùng do vượt quá số lượng thành phần cho phép. Tiếp theo đó, anh được yêu cầu xuất phát cuộc đua chính từ làn pit do những thành phần mới có thông số kỹ thuật khác với những thành phần được sử dụng ban đầu đã được lắp trên ô tô của anh trong điều kiện parc fermé mà không có sự chấp thuận của đại biểu kỹ thuật và khung gầm mới được coi là một chiếc xe đua mới được lắp cho anh.[15]

### Sprint shootout
| Vị trí                   | Số xe | Tay đua          | Đội đua                      | Q1       | Q2       | Q3                  | Vị trí xuất phát |
| ------------------------ | ----- | ---------------- | ---------------------------- | -------- | -------- | ------------------- | ---------------- |
| 1                        | 81    | Oscar Piastri    | McLaren-Mercedes             | 1:25,979 | 1:25,496 | 1:24,454            | 1                |
| 2                        | 4     | Lando Norris     | McLaren-Mercedes             | 1:25,672 | 1:24,947 | 1:24,536            | 2                |
| 3                        | 1     | Max Verstappen   | Red Bull Racing-Honda RBPT   | 1:25,510 | 1:25,199 | 1:24,646            | 3                |
| 4                        | 63    | George Russell   | Mercedes                     | 1:25,413 | 1:25,027 | 1:24,841            | 4                |
| 5                        | 55    | Carlos Sainz Jr. | Ferrari                      | 1:25,872 | 1:25,433 | 1:25,155            | 5                |
| 6                        | 16    | Charles Leclerc  | Ferrari                      | 1:26,266 | 1:25,367 | 1:25,247            | 6                |
| 7                        | 27    | Nico Hülkenberg  | Haas-Ferrari                 | 1:26,450 | 1:25,499 | 1:25,320            | 7                |
| 8                        | 11    | Sergio Pérez     | Red Bull Racing-Honda RBPT   | 1:26,123 | 1:25,143 | 1:25,382            | 8                |
| 9                        | 14    | Fernando Alonso  | Aston Martin Aramco-Mercedes | 1:25,936 | 1:25,344 | Không lập thời gian | 9                |
| 10                       | 31    | Esteban Ocon     | Alpine-Renault               | 1:26,072 | 1:25,510 | Không lập thời gian | 10               |
| 11                       | 10    | Pierre Gasly     | Alpine-Renault               | 1:25,829 | 1:25,686 | –                   | 11               |
| 12                       | 44    | Lewis Hamilton   | Mercedes                     | 1:26,424 | 1:25,962 | –                   | 12               |
| 13                       | 77    | Valtteri Bottas  | Alfa Romeo-Ferrari           | 1:26,449 | 1:26,236 | –                   | 13               |
| 14                       | 40    | Liam Lawson      | AlphaTauri-Honda RBPT        | 1:26,202 | 1:26,584 | –                   | 14               |
| 15                       | 24    | Chu Quán Vũ      | Alfa Romeo-Ferrari           | 1:26,669 | 1:54,546 | –                   | 15               |
| 16                       | 18    | Lance Stroll     | Aston Martin Aramco-Mercedes | 1:26,849 | –        | –                   | 16               |
| 17                       | 23    | Alexander Albon  | Williams-Mercedes            | 1:26,862 | –        | –                   | 17               |
| 18                       | 22    | Yuki Tsunoda     | AlphaTauri-Honda RBPT        | 1:26,926 | –        | –                   | 18               |
| 19                       | 20    | Kevin Magnussen  | Haas-Ferrari                 | 1:27,438 | –        | –                   | 19               |
| Thời gian 107%: 1:31,391 |       |                  |                              |          |          |                     |                  |
| 20                       | 2     | Logan Sargeant   | Williams-Mercedes            | 2:05,741 | –        | –                   | 201              |

Chú thích:
- ^1  – Logan Sargeant không lập được thời gian trong vòng quy luật 107%. Anh được phép tham gia cuộc đua sprint theo quyết định của ban quản lý.[15]

### Cuộc đua sprint
| Vị trí                                                                                        | Số xe | Tay đua          | Đội đua                      | Số vòng | Thời gian/ Bỏ cuộc | Vị trí xuất phát | Số điểm |
| --------------------------------------------------------------------------------------------- | ----- | ---------------- | ---------------------------- | ------- | ------------------ | ---------------- | ------- |
| 1                                                                                             | 81    | Oscar Piastri    | McLaren-Mercedes             | 19      | 35:01,297          | 1                | 8       |
| 2                                                                                             | 1     | Max Verstappen   | Red Bull Racing-Honda RBPT   | 19      | + 1,871            | 3                | 7       |
| 3                                                                                             | 4     | Lando Norris     | McLaren-Mercedes             | 19      | + 8,497            | 2                | 6       |
| 4                                                                                             | 63    | George Russell   | Mercedes                     | 19      | + 11,036           | 4                | 5       |
| 5                                                                                             | 44    | Lewis Hamilton   | Mercedes                     | 19      | + 17,314           | 12               | 4       |
| 6                                                                                             | 55    | Carlos Sainz Jr. | Ferrari                      | 19      | + 18,806           | 5                | 3       |
| 7                                                                                             | 23    | Alexander Albon  | Williams-Mercedes            | 19      | + 19,864           | 17               | 2       |
| 8                                                                                             | 14    | Fernando Alonso  | Aston Martin Aramco-Mercedes | 19      | + 21,180           | 9                | 1       |
| 9                                                                                             | 10    | Pierre Gasly     | Alpine-Renault               | 19      | + 21,742           | 11               |         |
| 10                                                                                            | 77    | Valtteri Bottas  | Alfa Romeo-Ferrari           | 19      | + 22,208           | 13               |         |
| 11                                                                                            | 22    | Yuki Tsunoda     | AlphaTauri-Honda RBPT        | 19      | + 22,863           | 18               |         |
| 12                                                                                            | 16    | Charles Leclerc1 | Ferrari                      | 19      | + 24,860           | 6                |         |
| 13                                                                                            | 20    | Kevin Magnussen  | Haas-Ferrari                 | 19      | + 24,970           | 19               |         |
| 14                                                                                            | 24    | Chu Quán Vũ      | Alfa Romeo-Ferrari           | 19      | + 26,868           | 15               |         |
| 15                                                                                            | 18    | Lance Stroll2    | Aston Martin Aramco-Mercedes | 19      | + 29,523           | 16               |         |
| Bỏ cuộc                                                                                       | 31    | Esteban Ocon     | Alpine-Renault               | 11      | Xe hỏng do va chạm | 7                |         |
| Bỏ cuộc                                                                                       | 27    | Nico Hülkenberg  | Haas-Ferrari                 | 10      | Xe hỏng do va chạm | 10               |         |
| Bỏ cuộc                                                                                       | 11    | Sergio Pérez     | Red Bull Racing-Honda RBPT   | 10      | Xe hỏng do va chạm | 8                |         |
| Bỏ cuộc                                                                                       | 2     | Logan Sargeant   | Williams-Mercedes            | 2       | Mất lái            | 20               |         |
| Bỏ cuộc                                                                                       | 40    | Liam Lawson      | AlphaTauri-Honda RBPT        | 0       | Mất lái            | 14               |         |
| Vòng đua nhanh nhất: Max Verstappen (Red Bull Racing-Honda RBPT) – 1:25,604 (vòng đua thứ 17) |       |                  |                              |         |                    |                  |         |

Chú thích:
- ^1  – Charles Leclerc về đích ở vị trí thứ 7 nhưng bị tụt xuống vị trí thứ 12 sau khi nhận một án phạt 5 giây vì vi phạm giới hạn đường đua.[16]
- ^2  – Lance Stroll về đích ở vị trí thứ 13 nhưng bị tụt xuống vị trí thứ 15 sau sau khi nhận một án phạt 5 giây vì vi phạm giới hạn đường đua.[16]

### Cuộc đua chính
| Vị trí                                                                                        | Số xe | Tay đua          | Đội đua                      | Số vòng | Thời gian/ Bỏ cuộc | Vị trí xuất phát | Số điểm |
| --------------------------------------------------------------------------------------------- | ----- | ---------------- | ---------------------------- | ------- | ------------------ | ---------------- | ------- |
| 1                                                                                             | 1     | Max Verstappen   | Red Bull Racing-Honda RBPT   | 57      | 1:27:39,168        | 1                | 261     |
| 2                                                                                             | 81    | Oscar Piastri    | McLaren-Mercedes             | 57      | + 4,833            | 6                | 18      |
| 3                                                                                             | 4     | Lando Norris     | McLaren-Mercedes             | 57      | + 5,969            | 10               | 15      |
| 4                                                                                             | 63    | George Russell   | Mercedes                     | 57      | + 34,119           | 2                | 12      |
| 5                                                                                             | 16    | Charles Leclerc  | Ferrari                      | 57      | + 38,976           | 5                | 10      |
| 6                                                                                             | 14    | Fernando Alonso  | Aston Martin Aramco-Mercedes | 57      | + 49,032           | 4                | 8       |
| 7                                                                                             | 31    | Esteban Ocon     | Alpine-Renault               | 57      | + 1:02,390         | 8                | 6       |
| 8                                                                                             | 77    | Valtteri Bottas  | Alfa Romeo-Ferrari           | 57      | + 1:06,563         | 9                | 4       |
| 9                                                                                             | 24    | Chu Quán Vũ      | Alfa Romeo-Ferrari           | 57      | + 1:16,127         | 19               | 2       |
| 10                                                                                            | 11    | Sergio Pérez     | Red Bull Racing-Honda RBPT   | 57      | + 1:20,1812        | Làn pit          | 1       |
| 11                                                                                            | 18    | Lance Stroll     | Aston Martin Aramco-Mercedes | 57      | + 1,21:5623        | 16               |         |
| 12                                                                                            | 10    | Pierre Gasly     | Alpine-Renault               | 57      | + 1:22,3004        | 7                |         |
| 13                                                                                            | 23    | Alexander Albon  | Williams-Mercedes            | 57      | + 1:31,0145        | 13               |         |
| 14                                                                                            | 20    | Kevin Magnussen  | Haas-Ferrari                 | 56      | + 1 vòng           | 18               |         |
| 15                                                                                            | 22    | Yuki Tsunoda     | AlphaTauri-Honda RBPT        | 56      | + 1 vòng           | 11               |         |
| 16                                                                                            | 27    | Nico Hülkenberg  | Haas-Ferrari                 | 56      | + 1 vòng           | 126              |         |
| 17                                                                                            | 40    | Liam Lawson      | AlphaTauri-Honda RBPT        | 56      | + 1 vòng           | 17               |         |
| Bỏ cuộc                                                                                       | 2     | Logan Sargeant   | Williams-Mercedes            | 40      | Ốm                 | 15               |         |
| Bỏ cuộc                                                                                       | 44    | Lewis Hamilton   | Mercedes                     | 0       | Va chạm            | 3                |         |
| Không xuất phát                                                                               | 55    | Carlos Sainz Jr. | Ferrari                      | –       | Không xuất phát    | –7               |         |
| Vòng đua nhanh nhất: Max Verstappen (Red Bull Racing-Honda RBPT) – 1:25,604 (vòng đua thứ 17) |       |                  |                              |         |                    |                  |         |
| Tay đua xuất sắc nhất cuộc đua: Oscar Piastri (McLaren-Mercedes), 27,9% số phiếu bầu          |       |                  |                              |         |                    |                  |         |

Chú thích:
- ^1  – Bao gồm một điểm cho vòng đua nhanh nhất.[18]
- ^2  – Sergio Pérez về đích ở vị trí thứ 11 nhưng anh nhận một án phạt 5 giây vì vi phạm giới hạn đường đua. Bất chấp án phạt này, anh được tăng lên vị trí thứ 10 sau khi Lance Stroll nhận một án phạt.[19]
- ^3  – Lance Stroll về đích ở vị trí thứ 9 nhưng bị tụt xuống vị trí thứ 11 do nhận hai án phạt 5 giây vì vi phạm giới hạn đường đua.[19]
- ^4  – Pierre Gasly về đích ở vị trí thứ 10 nhưng bị tụt xuống vị trí thứ 12 do nhận hai án phạt 5 giây vì vi phạm giới hạn đường đua.[19]
- ^5  – Alexander Albon nhận hai án phạt 5 giây vì vi phạm giới hạn đường đua. Dù vậy, vị trí về đích của anh không bị ảnh hưởng.[19]
- ^6  – Nico Hülkenberg dự định xuất phát cuộc đua từ vị trí thứ 14 nhưng anh đã xuất phát từ vị trí thứ mười hai một cách sai lầm. Vị trí này được bỏ trống bởi Carlos Sainz Jr. vì Sainz Jr. không thể xuất phát cuộc đua. Vì lỗi đó, anh đã nhận một án phạt mười giây.[19]
- ^7  – Carlos Sainz Jr. không xuất phát cuộc đua do nhiên liệu bị rò rỉ. Vị trí xuất phát của anh được bỏ trống.[19]

## Bảng xếp hạng sau cuộc đua

### Bảng xếp hạng các tay đua
| Vị trí | Tay đua          | Đội đua                      | Số điểm | Thay đổi vị trí |
| ------ | ---------------- | ---------------------------- | ------- | --------------- |
| 1      | Max Verstappen*  | Red Bull Racing-Honda RBPT   | 433     | +/-0            |
| 2      | Sergio Pérez     | Red Bull Racing-Honda RBPT   | 224     | +/-0            |
| 3      | Lewis Hamilton   | Mercedes                     | 194     | +/-0            |
| 4      | Fernando Alonso  | Aston Martin Aramco-Mercedes | 183     | +/-0            |
| 5      | Carlos Sainz Jr. | Ferrari                      | 153     | +/-0            |
| 6      | Charles Leclerc  | Ferrari                      | 145     | +/-0            |
| 7      | Lando Norris     | McLaren-Mercedes             | 136     | +/-0            |
| 8      | George Russell   | Mercedes                     | 132     | +/-0            |
| 9      | Oscar Piastri    | McLaren-Mercedes             | 83      | +/-0            |
| 10     | Lance Stroll     | Aston Martin Aramco-Mercedes | 47      | +/-0            |

- Lưu ý: Chỉ có mười vị trí đứng đầu được liệt kê trong bảng xếp hạng này.
- Các tay đua/đội đua được in đậm và đánh dấu hoa thị là nhà vô địch Giải đua xe Công thức 1 2023.

### Bảng xếp hạng các đội đua
| Vị trí | Đội đua                      | Số điểm | Thay đổi vị trí |
| ------ | ---------------------------- | ------- | --------------- |
| 1      | Red Bull Racing-Honda RBPT   | 657     | +/-0            |
| 2      | Mercedes                     | 326     | +/-0            |
| 3      | Ferrari                      | 298     | +/-0            |
| 4      | Aston Martin Aramco-Mercedes | 230     | +/-0            |
| 5      | McLaren-Mercedes             | 219     | +/-0            |
| 6      | Alpine-Renault               | 90      | +/-0            |
| 7      | Williams-Mercedes            | 23      | +/-0            |
| 8      | Alfa Romeo-Ferrari           | 16      | 1               |
| 9      | Haas-Ferrari                 | 12      | 1               |
| 10     | AlphaTauri-Honda RBPT        | 5       | +/-0            |